# Geschäftshaus der Baseler Feuerversicherungs-Gesellschaft

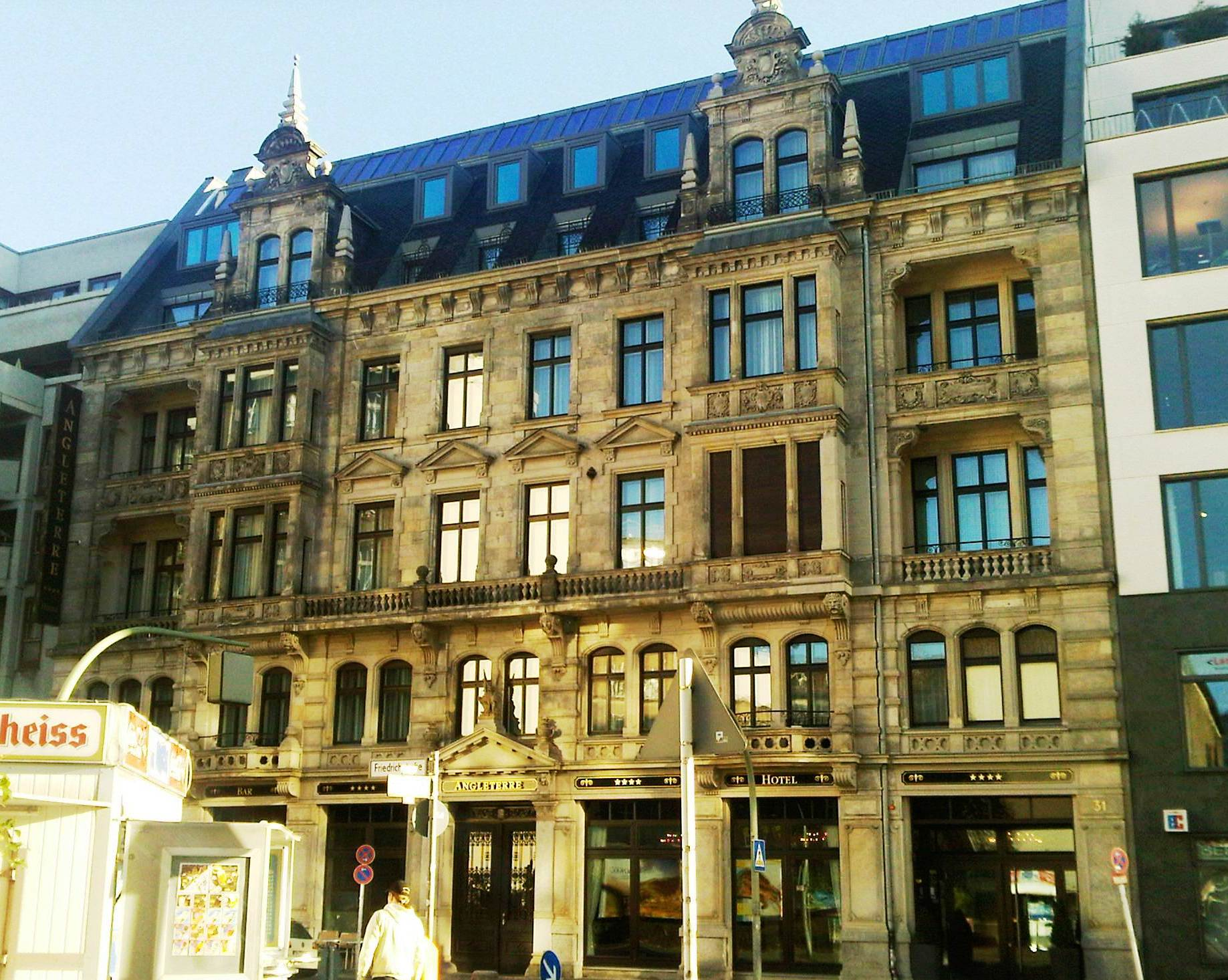
Geschäftshaus der Baseler Feuerversicherungs-Gesellschaft in der Friedrichstraße 31 im Berliner Ortsteil Kreuzberg

Das Geschäftshaus der Baseler Feuerversicherungs-Gesellschaft ist ein denkmalgeschütztes Bauwerk in der Friedrichstraße 31 im Berliner Ortsteil Kreuzberg.

## Geschichte und Funktion des Gebäudes
Das Gebäude wurde in den Jahren 1891 bis 1893 von Gustav Knoblauch im Stil der Neorenaissance entworfen. Bauherr war die Baseler Feuerversicherungs-Gesellschaft. Im Erdgeschoss der mit Naturstein verkleideten Fassade befanden sich Geschäfte, darüber eine Ebene mit einem Kontor sowie drei weitere Stockwerke mit Direktorenwohnungen. Der Eingang ist mit einem vergleichsweise kleinen Mittelrisalit verziert, über dem der Vogel Gryff, eine der drei heraldischen Figuren Kleinbasels (dem rechtsrheinischen Teil der Schweizer Stadt Basel), thront. Zwischen dem ersten und dem zweiten Obergeschoss nimmt ein langgestreckter Balkon die funktionale Trennung der einzelnen Ebenen in die Fassadengestaltung auf. Er verbindet gleichzeitig zwei Erker, die eine Verbindung zwischen dem dritten und vierten Stockwerk herstellen. Sie werden durch zwei kleine Türme optisch bis ins Dachgeschoss verlängert und durch zwei Rundbögen mit aufgesetzter Spitze abgeschlossen. In der Tordurchfahrt befinden sich ein Alpenpanorama sowie eine Ansicht von Basel.

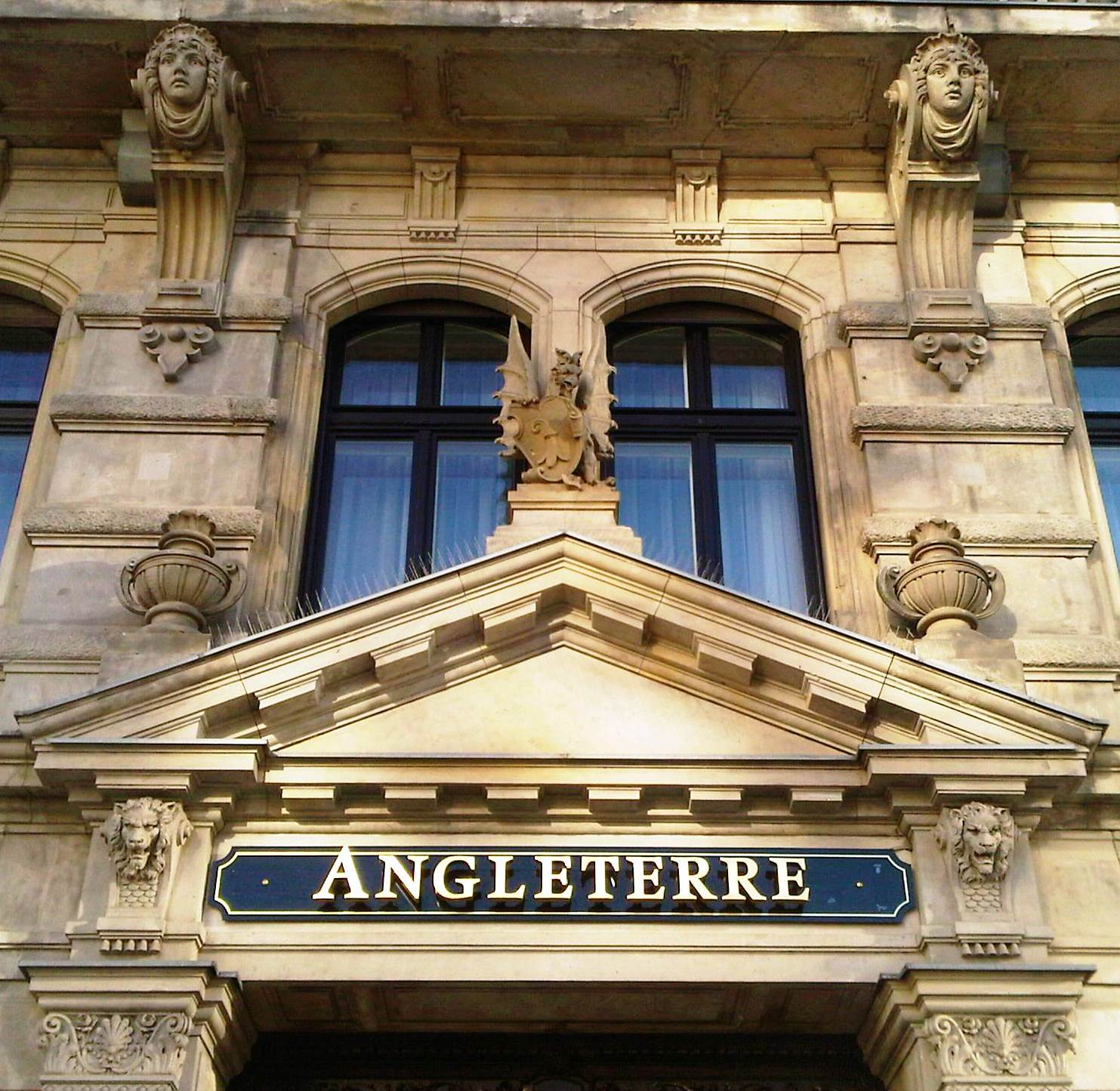
Vogel Gryff über dem Mittelrisalit des Gebäudes

In den Jahren 2000 bis 2003 erfolgten ein Umbau des Gebäudes durch Max Dudler zum heutigen Hotel Angleterre sowie ein nach Süden angrenzender Neubau eines Geschäftshauses. Der Bauherr war die FVG Familienverwaltungsgesellschaft mbH, die durch die BerlinHaus GmbH vertreten wurde. Bei dem Umbau wurde eine Bruttogeschossfläche von 10500 m² für das Hotel sowie 9700 m² für das neue Geschäftshaus umbaut. Der Neubau in Stahlbeton-Skelettbauweise wurde im Erdgeschoss sowie dem ersten Obergeschoss ebenfalls mit Naturstein verkleidet. Insgesamt wurden rund 20 Millionen Mark verbaut.